# Téli Hatszög

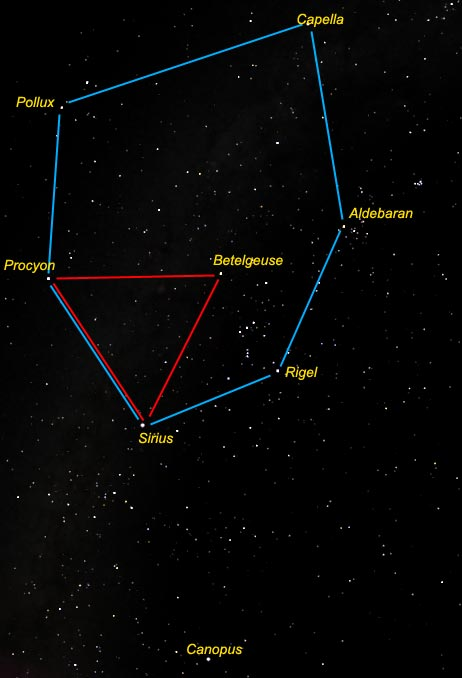

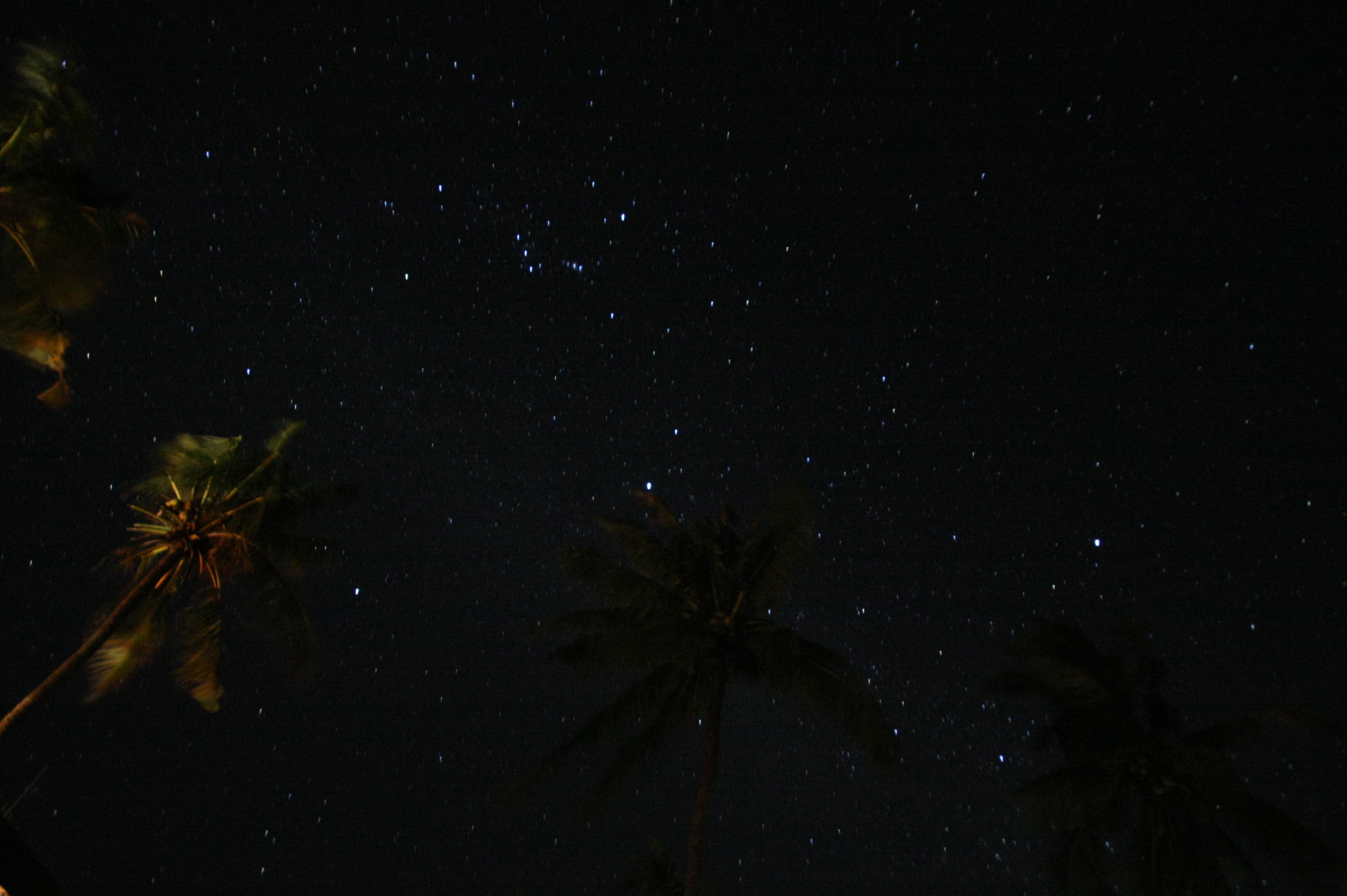
Téli csillagalakzatok, ahogyan az a trópusokról látható

A Téli Hatszög csillagalakzat, amely hatszögletű rajzolatot ad ki az északi félteke éjszakai égboltján, melynek legjelentősebb csillagai az Aldebaran, a Rigel, a Capella, a Pollux, a Procyon és a Szíriusz, melyek az Orion, a Bika, a Szekeres, az Ikrek, a Kis Kutya és a Nagy Kutya csillagképek legfényesebb csillagai. Ezen alakzatot a Föld északabbi részeiről lehet megfigyelni decembertől márciusig. Megfigyelhetőségének határa Új-Zéland Déli-szigete, Chile és Argentína délebbi részei. A déli féltekén a nyári hónapokban látható, ami miatt ott „Nyári Hatszögnek” hívják.
A Téli Hatszögnél kisebb és jóval szabályosabb az úgy nevezett Téli Háromszög, melyet ismertebb nevén a Nagy Déli Háromszögként ismernek, egy megközelítőleg egyenlő szárú háromszög, amely a Szíriusz, a Procyon és a Betelgeuze csillagok képzeletbeli összekötésével rajzolódik ki. Ezen három csillag része annak a tíz legfényesebb Naprendszeren kívüli égitestnek, amelyek a Földről megfigyelhetőek. A Betelgeuze csillagot viszonylag könnyű azonosítani, mivel ez alkotja az Orion egyik vállát.

## Fordítás
- Ez a szócikk részben vagy egészben  a   Winter Hexagon című angol Wikipédia-szócikk ezen változatának fordításán alapul.  Az eredeti cikk szerkesztőit annak laptörténete sorolja fel. Ez a jelzés csupán a megfogalmazás eredetét és a szerzői jogokat jelzi, nem szolgál a cikkben szereplő információk forrásmegjelöléseként.